# 实况足球系列
實況足球（又译作）是由日本科乐美開發的足球电子游戏。

## 歷史
實況足球最早在PlayStation系列上运行，其後出現了個人電腦、XBOX等的移植版本。同類遊戲中以美商藝電（EA）的FIFA系列為最大的競爭者，玩家常以這兩款遊戲的遊戲性及真實度作為比較。
而超級任天堂上的《实况世界足球 完美十一人》與《实况世界足球2 战斗十一人》則經常被玩家誤認為遊戲的前身，但實際上是由科樂美於大阪的部門開發的另一個足球遊戲系列，而該系列一直開發到2003年《Formation Final》推出時才停止。科樂美於2025年慶祝實況足球系列30週年時，已完整地將實況世界足球系列排除在外。

## 版本
每一代的實況足球均會更新各支球隊的球員名單及球衣款式，而遊戲界面的逼真程度及操作上面亦有進一步的提升。

### 家用機及電腦版本
| 版本 | 遊戲                                                                                        | 遊戲名稱                             | 遊戲名稱                                                           | 推出日期                                                                  |
| 版本 | 遊戲                                                                                        | 日本                                 | 歐洲及北美洲                                                       | 推出日期                                                                  |
| ---- | ------------------------------------------------------------------------------------------- | ------------------------------------ | ------------------------------------------------------------------ | ------------------------------------------------------------------------- |
| 1    | J聯賽 實況勝利十一人                                                                        |                                      |                                                                    | 1995年7月21日                                                             |
| 1    | 世界足球 勝利十一人                                                                         |                                      | Goal Storm                                                         | 1996年3月15日                                                             |
| 2    | J聯賽 實況勝利十一人'97                                                                     |                                      |                                                                    | 1996年11月22日                                                            |
| 2    | 世界足球 勝利十一人97                                                                       |                                      | International Superstar Soccer Pro（歐洲） Goal Storm 97（北美洲） | 1997年6月5日                                                              |
| 3    | J聯賽 實況勝利十一人3                                                                       |                                      |                                                                    | 1997年12月11日                                                            |
| 3    | 世界足球 实况胜利十一人3                                                                    |                                      | International Superstar Soccer Pro 98                              | 1998年5月28日                                                             |
| 3    | 世界足球 實況勝利十一人3最終版                                                              |                                      |                                                                    | 1998年11月12日                                                            |
| 3    | J聯賽 勝利十一人'98－'99                                                                    |                                      |                                                                    | 1998年12月3日                                                             |
| 4    | 世界足球 實況勝利十一人4                                                                    |                                      | ISS Pro Evolution                                                  | 1999年9月2日                                                              |
| 4    | J聯賽 勝利十一人2000                                                                        |                                      |                                                                    | 2000年6月29日                                                             |
| 4    | 世界足球 實況勝利十一人2000 U-23獎牌挑戰                                                    |                                      | ISS Pro Evolution 2                                                | 2000年8月24日                                                             |
| 4    | J聯賽 勝利十一人2000第2版                                                                   |                                      |                                                                    | 2000年11月30日                                                            |
| 5    | 世界足球 勝利十一人5                                                                        |                                      | Pro Evolution Soccer                                               | 2001年3月15日                                                             |
| 5    | J聯賽 勝利十一人2001                                                                        |                                      |                                                                    | 2001年6月21日                                                             |
| 5    | J聯賽 勝利十一人5                                                                           |                                      |                                                                    | 2001年10月25日                                                            |
| 5    | 世界足球 勝利十一人5最終版                                                                  |                                      |                                                                    | 2001年12月13日                                                            |
| 6    | 世界足球 勝利十一人6（PlayStation 2） 世界足球 勝利十一人2002（PlayStation）                |                                      | Pro Evolution Soccer 2                                             | 2002年4月25日                                                             |
| 6    | J聯賽 勝利十一人6                                                                           |                                      |                                                                    | 2002年9月19日                                                             |
| 6    | 世界足球 勝利十一人6最終版                                                                  |                                      |                                                                    | 2002年12月12日                                                            |
| 7    | 世界足球 勝利十一人7                                                                        |                                      | Pro Evolution Soccer 3                                             | 2003年8月7日                                                              |
| 7    | J聯賽 勝利十一人戰術版                                                                      |                                      |                                                                    | 2003年12月11日                                                            |
| 7    | 世界足球 勝利十一人7國際版                                                                  |                                      |                                                                    | 2004年2月19日                                                             |
| 8    | 世界足球 勝利十一人8                                                                        |                                      | Pro Evolution Soccer 4                                             | 2004年8月5日                                                              |
| 8    | J聯賽 勝利十一人8亞洲錦標                                                                   |                                      |                                                                    | 2004年11月18日                                                            |
| 8    | 歐洲球會足球 勝利十一人戰術版                                                               |                                      |                                                                    | 2004年12月9日                                                             |
| 8    | 世界足球 勝利十一人8網絡版                                                                  |                                      |                                                                    | 2005年3月24日                                                             |
| 9    | 世界足球 勝利十一人9                                                                        |                                      | Pro Evolution Soccer 5                                             | 2005年8月4日                                                              |
| 9    | J聯賽 勝利十一人9亞洲錦標                                                                   |                                      |                                                                    | 2005年11月17日                                                            |
| 10   | 世界足球 勝利十一人10                                                                       |                                      | Pro Evolution Soccer 6                                             | 2005年8月4日                                                              |
| 10   | J聯賽 勝利十一人10 +歐洲聯賽'06－'07                                                        |                                      |                                                                    | 2006年11月22日                                                            |
| 10   | 世界足球 勝利十一人X                                                                        |                                      | Pro Evolution Soccer 6                                             | 2006年12月                                                                |
| 10   | J聯賽 勝利十一人2007球會錦標                                                                |                                      |                                                                    | 2007年8月2日                                                              |
| 11   | 世界足球 勝利十一人2008（PlayStation 3、Xbox 360） 世界足球 勝利十一人Playmaker 2008（Wii） |                                      | Pro Evolution Soccer 2008                                          | 2007年11月22日 2008年2月21日（Wii）                                       |
| 11   | J聯賽 勝利十一人2008球會錦標                                                                |                                      |                                                                    | 2008年8月21日                                                             |
| 12   | 世界足球 勝利十一人2009（PlayStation 3、Xbox 360） 世界足球 勝利十一人Playmaker 2009（Wii） |                                      | Pro Evolution Soccer 2009                                          | 2008年11月27日（PlayStation 3、Xbox 360） 2009年1月29日（PlayStation 2）  |
| 12   | J聯賽 勝利十一人2009球會錦標                                                                |                                      |                                                                    | 2009年8月2日                                                              |
| 13   | 世界足球 勝利十一人2010（PlayStation 3、Xbox 360） 世界足球 勝利十一人Playmaker 2010（Wii） |                                      | Pro Evolution Soccer 2010                                          | 2009年11月5日（PlayStation 3） 2009年12月10日（PlayStation 2）            |
| 13   | 世界足球 勝利十一人2010藍武士的挑戰                                                         |                                      |                                                                    | 2010年5月20日                                                             |
| 13   | J聯賽 勝利十一人2010球會錦標                                                                |                                      |                                                                    | 2010年8月5日                                                              |
| 14   | 世界足球 勝利十一人2011（PlayStation 3、Xbox 360） 世界足球 勝利十一人Playmaker 2011（Wii） |                                      | Pro Evolution Soccer 2011                                          | 2010年10月28日（PlayStation 3、Xbox 360） 2010年11月18日（PlayStation 2） |
| 15   | 世界足球 勝利十一人2012（PlayStation 3、Xbox 360） 世界足球 勝利十一人Playmaker 2012（Wii） |                                      | Pro Evolution Soccer 2012                                          | 2011年10月6日（PlayStation 3、Xbox 360） 2011年11月3日（PlayStation 2）   |
| 16   | 世界足球 勝利十一人2013（PlayStation 3、Xbox 360） 世界足球 勝利十一人Playmaker 2013（Wii） |                                      | Pro Evolution Soccer 2013                                          | 2012年10月4日                                                             |
| 17   | 世界足球 勝利十一人2014                                                                     |                                      | Pro Evolution Soccer 2014                                          | 2013年9月19日                                                             |
| 18   | 世界足球 勝利十一人2015                                                                     | （World Soccer Winning Eleven 2015） | Pro Evolution Soccer 2015                                          | 2014年11月11日                                                            |
| 19   | 實況足球2016                                                                                | （Winning Eleven 2016）              | Pro Evolution Soccer 2016                                          | 2015年9月15日                                                             |
| 20   | 實況足球2017                                                                                | （Winning Eleven 2017）              | Pro Evolution Soccer 2017                                          | 2016年9月13日                                                             |
| 21   | 實況足球2018                                                                                | （Winning Eleven 2018）              | Pro Evolution Soccer 2018                                          | 2017年9月13日                                                             |
| 22   | 實況足球2019                                                                                | （Winning Eleven 2019）              | Pro Evolution Soccer 2019                                          | 2018年8月28日                                                             |
| 23   | 实况足球2020                                                                                | （eFootball Winning Eleven 2020）    | eFootball Pro Evolution Soccer 2020                                | 2019年9月10日                                                             |

### eFootball系列
從EFootball 2022開始，科樂美發行的足球遊戲不再帶有Pro Evolution Soccer字樣，轉而以eFootball代替。

### 掌上機

#### PlayStation Portable
- 世界足球 勝利十一人9 無處不在（2005年9月15日）
- 世界足球 勝利十一人10 無處不在（2006年12月14日）
- 世界足球 勝利十一人2008 無處不在（2008年1月24日）
- 世界足球 勝利十一人2009（2009年1月29日）
- 世界足球 勝利十一人2010（2009年12月10日）
- 世界足球 勝利十一人2010：藍色武士的挑戰（2010年5月20日）
- 世界足球 勝利十一人2011（2010年11月18日）
- 世界足球 勝利十一人2012（2011年11月3日）
- 世界足球 勝利十一人2013（2012年11月1日）
- 世界足球 勝利十一人2014
- 世界足球 勝利十一人2014：藍色武士的挑戰（2014年5月22日）

#### Game Boy Advance
- 勝利十一
- 日本聯賽 勝利十一人2002

#### Nintendo DS
- 世界足球 勝利十一人DS（2006年11月）
- 世界足球 勝利十一人DS GOAL × GOAL！

#### Nintendo 3DS
- 世界足球 勝利十一人3D
- 世界足球 勝利十一人2012
- 世界足球 勝利十一人2013（2012年11月1日）
- 世界足球 勝利十一人2014
- 世界足球 勝利十一人2014：藍色武士的挑戰（2014年5月22日）

### 街機
- 世界足球 勝利十一人街機版
- 世界足球 勝利十一人街機版2003
- 世界足球 勝利十一人2006 街機冠軍聯賽
- 世界足球 勝利十一人街機冠軍聯賽 2008（預定2008年春開始）

### 職業進化足球 Pro Evolution Soccer
|          | PS | PS2 | PC | Xbox | PSP | Xbox 360 | PS3 | Wii | PS4 | XBOX ONE |
| -------- | -- | --- | -- | ---- | --- | -------- | --- | --- | --- | -------- |
| PES      | 是 | 是  | 否 | 否   | 否  | 否       | 否  | 否  | 否  | 否       |
| PES 2    | 是 | 是  | 否 | 否   | 否  | 否       | 否  | 否  | 否  | 否       |
| PES 3    | 否 | 是  | 是 | 否   | 否  | 否       | 否  | 否  | 否  | 否       |
| PES 4    | 否 | 是  | 是 | 是   | 否  | 否       | 否  | 否  | 否  | 否       |
| PES 5    | 否 | 是  | 是 | 是   | 是  | 否       | 否  | 否  | 否  | 否       |
| PES 6    | 否 | 是  | 是 | 否   | 是  | 是       | 否  | 否  | 否  | 否       |
| PES 2008 | 否 | 是  | 是 | 否   | 是  | 是       | 是  | 是  | 否  | 否       |
| PES 2009 | 否 | 是  | 是 | 否   | 是  | 是       | 是  | 是  | 否  | 否       |
| PES 2010 | 否 | 是  | 是 | 否   | 是  | 是       | 是  | 是  | 否  | 否       |
| PES 2011 | 否 | 是  | 是 | 否   | 是  | 是       | 是  | 是  | 否  | 否       |
| PES 2012 | 否 | 是  | 是 | 否   | 是  | 是       | 是  | 是  | 否  | 否       |
| PES 2013 | 否 | 是  | 是 | 否   | 是  | 是       | 是  | 是  | 否  | 否       |
| PES 2014 | 否 | 是  | 是 | 否   | 是  | 是       | 是  | 否  | 否  | 否       |
| PES 2015 | 否 | 否  | 是 | 否   | 否  | 是       | 是  | 否  | 是  | 是       |
| PES 2016 | 否 | 否  | 是 | 否   | 否  | 是       | 是  | 否  | 是  | 是       |
| PES 2017 | 否 | 否  | 是 | 否   | 否  | 是       | 是  | 否  | 是  | 是       |
| PES 2018 | 否 | 否  | 是 | 否   | 否  | 是       | 是  | 否  | 是  | 是       |
| PES 2019 | 否 | 否  | 是 | 否   | 否  | 否       | 否  | 否  | 是  | 是       |

## 外部連結
- 實況足球官方網站